# Frontière entre le Nunavut et le Québec
La frontière entre le Nunavut et le Québec est un segment de frontière séparant le territoire du Nunavut de la province de Québec au Canada. Cette frontière se débute à la jonction de la frontière de l'Ontario et du Québec et la baie James et se termine au Cap Chidley à la jonction de la frontière entre le Québec et Terre-Neuve-et-Labrador en suivant le rivage. Cette définition fait l'objet d'une controverse puisque la définition du mot rivage est problématique pour la fixation de cette frontière.

## Histoire

### Depuis 1912
En 1912, les frontières du Québec sont étendues vers le nord jusqu'à la baie d'Ungava et la baie d'Hudson. La frontière québécoise est à ce moment fixée à la rive à partir de la jonction de la frontière entre l'Ontario et le Québec avec la baie James jusqu'à la jonction de la frontière entre le Québec et Terre-Neuve-et-Labrador au cap Chidley.
Selon Henri Dorion et Jean-Paul Lacasse, il existe une grande incertitude sur la position de la frontière due à la définition problématique qu'on peut donner au mot côte. S'agit-il de la ligne de hautes-eaux, de basses-eaux? Doit-on prévilégier la ligne moyenne, le maximum, le minimum? Comment tire-t-on les lignes droites qui traverseront les rivières et les anses qui débouchent à la mer? Toutes des questions qui ne sont pas réglées par les décrets qui ont agrandi le territoire québécois en 1918.
De plus, les deux mêmes auteurs se questionnent sur la pertinence de laisser toutes les îles situées proches des berges sous la juridiction du Nunavut. En effet, ces îles sont surtout fréquentées par des Inuits qui vivent au Québec, rendant cette division potentiellement problématique.

### Modifications futures
En octobre 2015, le gouvernement du Québec demande un amendement constitutionnel sur l'élargissement des frontières du Québec pour englober plus de superficie maritime. En effet, les volets du Plan Nord visant la construction de nouvelles infrastructures de transport maritime sur la côte du Nunavik étaient entravés par le fait que la frontière suit la côte ; par exemple, une jetée construite pour desservir un village sur la côte québécoise, ainsi que les navires qui y seraient amarrés, seraient légalement à l'extérieur du Québec, créant une situation légalement compliquée. 
La division précise reste à voir. Dans une hypothèse, les îles de la baie d'Hudson, actuellement au Nunavut, seraient transférées au Québec. À Sanikiluaq, une communauté située sur les Îles Belcher dans la baie d'Hudson, les opinions sont partagées quant à la pertinence de ce transfert ; certains soutiennent que les Inuit de Sanikiluaq ont des liens avec les habitants du Nunavik au Québec, alors que d'autres soulignent le choix qu'ont fait les habitants de Sanikiluaq dans les années 1960 de se relier aux Territoires du Nord-Ouest (et par conséquent, subséquemment au Nunavut) plutôt qu'au Québec.